# سعد صایل
سعد صایل معروف به سلمان ابو الولید (زاده ۱۹۳۲-درگذشته ۲۹ سپتامبر ۱۹۸۲ در لبنان) رئیس دستگاه امنیتی سازمان فتح و مؤسس تیپ یرموک. او نقش بارزی در بازسازی دستگاه‌های نظامی انقلاب فلسطین و آموزش نیروها در کنار یاسر عرفات، خلیل الوزیر، محمد یوسف النجار و دیگران داشت.

## سال های اولیه زندگی
وی در روستای کفر قلیل در استان نابلس فلسطین به دنیا آمد. تحصیلات ابتدایی و متوسطه را در همان جا سپری کرد.

## تحصیلات
صایل در حالی که ۱۹ سال داشت، راهی اردن شد و به ارتش آن پیوست. صایل در دانشکده نظامی اردن، دوره‌های ویژه و تخصصی نظامی را سپری کرد و پس از طی مدارج نظامی، به فرماندهی تیپ پیاده "حسین بن علی" منسوب شد.
صایل در سال ۱۳۳۳ شمسی دوره مهندسی نظامی رادر انگلستان، سال ۱۳۳۷ دوره طراحی پل را در عراق، سال ۱۳۳۸ مجدداً دوره مهندسی نظامی را در انگلیس گذراند.
سال ۱۳۳۹ پس از طی دوره پیشرفته مهندسی نظامی در ایالات متحده، به دانشکده فرماندهی و ستاد آمریکا پیوست و سال ۱۳۴۴ دوره دفاع هوایی را در کشور مصر طی کرد. او دوره‌های ویژه ای را در اتحاد جماهیر شوروی پشت سر گذاشت.
در سال ۱۳۴۴ شمسی سعد صایل همراه قیام فلسطین شد. وی در خرداد ۱۳۴۶ به عضویت جنبش فتح درآمد.
پس از خروج نیروهای فلسطینی از اردن در سال ۱۳۴۹، صایل همراه با جمع کثیری از افسران تیپ خود به نیروهای انقلابی فلسطین پیوست. وی با گرد آوردن افسران انقلابی اردنی، تیپ یرموک را تأسیس کرد که در سال‌های بعد، در لبنان و فلسطین نقش فعالی ایفا کرد.
سال ۱۳۵۹ به عضویت کمیته مرکزی فتح درآمد و هدایت اتاق عملیات مرکزی و فرماندهی نیروهای مشترک فلسطینی لبنانی را برعهده گرفت.
در خرداد 1361 به دنبال محاصره بیروت توسط نیروهای اسراییلی، سعد صایل از برجسته‌ترین فرماندهان میدانی بود؛ به خاطر همین در بین نیروهای مقاومت به "مارشال انقلاب" معروف شد.

## یادبودها
- پادگان نظامی سعد صایل در شرق خان یونس در نوار غزه به نام وی نامگذاری شده‌است.[۹]
- ریموندا طویل حوا نویسنده سرشناس فلسطینی در کتاب خود با عنوان باقة ورد إلیهم به نقش صایل اشاره کرده‌است.[۱۰]

## درگذشت
وی در ۲۹ سپتامبر ۱۹۸۲ در لبنان توسط گروه ابونضال ترور شد.
وی در مقبره الشهدای اردوگاه یرموک در جنوب دمشق دفن شد.